# Síndrome PEHO
El síndrome PEHO, también conocido como encefalopatía progresiva con edema, hipsarritmia y atrofia óptica, es una rara enfermedad de origen genético, muy grave, que se inicia en los primeros meses de vida. Se incluye dentro de las enfermedades de herencia finlandesa, por presentarse la mayor parte de los casos en habitantes de este país europeo, aunque no exclusivamente. El nombre de la afección es un acrónimo obtenido con las iniciales en inglés de los síntomas principales: Progressive encephalopathy (encefalopatía progesiva), Edema (edema), Hypsarrhythmia (hipsarritmia) y Optic atrophy (atrofia óptica).

## Frecuencia
En Finlandia se estima que se presenta un caso por cada 78 000 nacimientos, en otros países es excepcional, se han descrito casos aislados en Holanda, España, Francia, Australia y Japón.

## Síntomas
Los síntomas principales, presentes ya desde el nacimiento o poco después, son: convulsiones, retraso mental severo, atrofia óptica, hipotonía muscular, microcefalia, atrofia cerebral y anomalías faciales, entre ellas nariz corta y boca ancha.

## Pronóstico
El pronóstico es malo, la mayor parte de los pacientes fallecen antes de alcanzar los 15 años como consecuencia de complicaciones como neumonía o aspiración.